# 레논 스텔라
레논 스텔라(Lennon Stella, 1999년 8월 13일 ~ )는 캐나다의 가수, 배우이다.

## 음반 목록

### 정규 음반
- Three. Two. One. (2020)

### EP
- Love, Me (2018)